# Курбанов Сергій Олегович
Сергі́й Оле́гович Курба́нов (рос. Курбанов Сергей Олегович; нар. 4 травня 1963) — російський кореєзнавець, доктор історичних наук (2005), професор Східного факультету Санкт-Петербурзького державного університету. Випускник Ленінградського державного університету (1986). Лауреат 2-го Всекорейського конкурсу з корейської мови серед іноземців (Сеул, 1993).
Відповідальний редактор журналу «Вісник Центру корейської мови та культури». Голова Товариства російсько-корейської дружби.

## Основні праці
Курбанов Сергій Олегович автор більш ніж 80 робіт з історії, громадської думки, культури, етнографії, політики, економіки Кореї. Нижче представлені основні праці:
- 어느 蘇聯 유학생의조선 일기 (Северокор. дневники). — 서울: 한국 경제 신문사, 1990. — 180 쪽.
- Особенности «Истории Корё» Мок Че как частной династийной истории // Письменные памятники и проблемы истории культуры народов Востока. Т. XXIV. Ч. 1. — М., 1991. С. 179–184.
- Сокращения вторичного текста как источник фактического материала // Межвузовская конференция молодых ученых «Человек. Природа. Общество. Актуальные проблемы». Тез. докл. Ч. 2. — СПб., 1992. С. 20.
- Principles of the Neo-Confucian Working Up of an Historical Text: on the Example of ‘Composed History of Koryo’ by Mokche // AKSE Newsletter. 1993, № 17. Р. 12.
- The Belief in the Spirits of Deceased and Seniors-Juniors Relation in Korea // The 17th AKSE Conference. Abstracts. — Prague, 1995. Pp. 124–128.
- Belief in Ancestral Spirits and Junior/Senior Relations in Korea // AKSE Newsletter. 1995, № 19. Р. 12.
- 한국의 효와 현대 사회 구조 (Почтительность к родителям в Корее и современное общество) // 1995 학년도 가을 학기 연구발표 모음 (Сб. ст. осеннего семестра 1995 учеб. года). — Сеул: Ун-т Ёнсе, 1995. С. 209–215.
- 러시아에서의 한국어 교수 및 학습방법. St.-Petersburg중심으로 (Методика преподавания и изучения кор. языка в России. На основании опыта С.-Петербурга) // 세계에 있어서의 한국어 교육의 개선 방안 (Методы улучшения изучения кор. языка в мире). Сб. тезисов докл. 2-го науч. семинара. — 서울: 연세 대학교, 1995. 9–13쪽.
- О важности изучения категории «хё» («сыновней почтительности») для понимания корейской культуры // Вестник ЦКЯиК. Вып. 1. — СПб., 1996. С. 102–111.
- Типы, порядок совершения и сущность церемоний жертвоприношений духам предков в Корее // Вестник ЦКЯиК. Вып. 2. — СПб., 1997. С. 160–173.
- Русская православная церковь и Корея // Кунсткамера. Этнографические тетради. Вып. XI. — СПб., 1997. С. 21–34.
- Новые поступления в корейский фонд библиотеки Санкт-Петербургского филиала Института востоковедения (СПбФ ИВ РАН) // Петербургское востоковедение. Вып. 9. — СПб., 1997. С. 408–412.
- Трактат Чон Дасана «Книга о главном в управлении народом» как источник по изучению политической мысли Кореи // XIX научная конференция по историографии и источниковедению истории стран Азии и Африки. Тез. докл. — СПб., 1997. С. 79–82.
- Elements of Traditional Confucian Thought in the North Korean Juche Ideas // 100 лет петербургскому корееведению. Материалы междунар. конф. — СПб., 1997. С. 126–129.
- Первомартовское движение и буржуазно-демократическая революция в Корее // Первомартовское движение за независимость Кореи 1919 г. Новое освещение. — М., 1999. С. 91–104.
- «Хёгён онхэ» как пример корейского средневекового двуязычного текста // Вестник ЦКЯиК. Вып 3–4. — СПб., 1999. С. 134–148.
- Трактат Чон Ягъёна «Монмин симсо» // Проблемы истории, филологии, культуры. Вып. IX. — М. – Магнитогорск, 2000. С. 220–228.
- Элементы традиционной дальневосточной общественной мысли в северокорейских идеях чучхе в 1980-е – 1990-е гг. // Междунар. науч. конф. «Восточная Азия – С.-Петербург – Европа: межцивилизационные контакты и перспективы экономического сотрудничества». Тез. и докл. — СПб., 2000. С. 196–204.
- Россия и Корея // Россия и Восток: Учеб. пособие / Ред. С.М. Иванов, Б.Н. Мельниченко. — СПб.: СПбГУ, 2000. С. 356–383.
- Kwangju Uprising as Reflected in Principal Soviet Newspapers // Kwangju after Two Decades. Conf. Proceedings. — Los-Angeles, 2000. Рр. 57–67.
- Korean Confucian Scholar of the 17th Century Hong Yeoha and His Historiographical Heritage // Russian Orientalists to the 36th ICANAS. — M., 2000. Рр. 209–215.
- Текст Декларации независимости и новые подходы к оценке Первомартовского движения 1919 г. в Корее // XX конференция по историографии и источниковедению истории стран Азии и Африки. Тез. докл. — СПб., 2000. С. 78–80.
- О проблеме существования «равных полей» в Корее X–XIV веков // Проблемы истории, филологии, культуры. Вып. XI. — М. – Магнитогорск, 2001. С. 217–222.
- Идеи чучхе: конфуцианская традиция // Восточная коллекция. 2001, № 4. С. 58–65.
- Elements of Bourgeois-Democratic Revolution in 1919 Independence Movement in Korea // History, Language and Culture in Korea. — London: Saffron books, 2001. Pp. 123–129.
- Elements of the Far Eastern Traditional Thought in North Korean Juche Ideas of the 1980s – 1990s // Exploring of Origin of Homo Koreanus. — Daegu (ROK), 2001. Pp. 87–95.
- Описание одной церемонии жертвоприношений духам «коса» в современной Южной Корее // Кюнеровские чтения (1998–2000). Кратк. содерж. докл. — СПб., 2001. С. 104–107.
- Российское историческое корееведение в контексте развития отечественной историографии // Вопросы истории Кореи. Петерб. науч. семинар 2001. — СПб., 2002. С. 161–169.
- Россия и Корея // История России: Россия и Восток. — СПб.: Лексикон, 2002. С. 663–690.
- Reflection of Russia’s First Contacts with Korea in Books and Periodicals // Korea’s Interface with the World: Past, Present and Future. — Seoul, 2002. Рр.17–33.
- 러시아 대학교의 한국어교육과 교수법 – 페테르부르크 중심으로 (Методика преподавания кор. языка в рос. вузах – опыт Санкт-Петербурга) // 외국어로서의 한국어 교수법의 현재와 미래 (Современное состояние и будущее преподавания кор. языка как иностранного). — 사울: 문화사, 2002. 91–99쪽.
- Курс лекций по истории Кореи: с древности до конца XX в. — СПб.: СПбГУ, 2002. — 628 с.
- Из корейских дневников // Вестник ЦКЯиК. Вып 5–6. — СПб., 2003. С. 284–313.
- Биографии конфуцианцев в неофициальной истории династии Корё «Мокчэ касук хвичхан Ёса» // Российское корееведение. Альманах. Вып. 3. — М., 2003. С. 100–112.
- Влияние традиционной категории «почтительности к родителям» на отдельные социальные институты современной Кореи // Россия и Корея в меняющемся мировом порядке. — М.: ИВД РАН, 2003. С. 180–186.
- Korean Language and Culture from the Perspectives of the Cross-Cultural Approach // 비교문화적 접근을 통한 한국언어문화 (Культура кор. языка в контексте сравнительной культурологии). — Сеул, 2004. С. 70–82.
- Отражение категории почтительности к родителям хё в корейских конфуцианских сочинениях XII – XV веков // Вестник ЦКЯиК. Вып 7. — СПб., 2004. С. 61–113.
- К вопросу об установлении достоверности фактов истории Кореи (На примере описания корейских экспедиций Эрнста Опперта 1866 и 1868 гг.) // Вопросы истории Кореи 2004. — СПб., 2004. С. 48–67. (ред. — 288 с.).
- 동학과 러시아 레닌주의의 변혁관 비교 (Сравнение взглядов на революционные перемены в учении тонхак и ленинизме) // 종교와 사회변혁: 동학을 중신으로 (Религия и обществ. реформы и революции: на примере тонхак).— 서울, 2004. 1–12쪽.
- О достоверности изложения фактов в южнокорейской справочной и общеобразовательной исторической литературе // Корея в поисках мира и процветания. — М.: ИДВ РАН, 2004. С. 28–33.
- 동학과 러시아 레닌주의의 변혁관 비교 (Сравнение взглядов на революционные перемены в учении тонхак и ленинизме) // 동학학회 회보 (Бюл. Ассоциации изучения тонхак). Вып. 8. — Сеул, 2004. С. 7–8.
- Отражение категории почтительности к родителям хё в корейском памятнике «Мёнсим богам» // Вестник ЦКЯиК. Вып. 8. — СПб., 2005. С. 68–75.
- Корейская религия чынсандо. Краткое изложение основных идейных положений. Личные впечатления. (Опыт многостороннего описания объекта) // Там же. С. 216–239.
- Historical Transformation of Korean Perception of Filial Piety (孝) as Reflected in Korean Moral Books of 14th – 17th Centuries // Proceedings of the 2nd World Congress of Korean Studies. — Seoul – Peking, 2005. Pp. 1035–1048.
- Trend of Korean Studies Curriculum in Russian Universities. Development of Korean Studies Textbooks in Russia // The World Koreanists Forum 2005. Proceedings. — Seoul, 2005. Pp. 235–244.
- Представления о человеке, природе и обществе в южнокорейских «новых религиях» // Корея: новые горизонты. — М., 2005. С. 137–141.